# Оргтруд
Огтру́д — мікрорайон міста Владимир, Росія, адміністративно відноситься до Фрунзенського району. Знаходиться на східній околиці міста (18 км від центру), на лівому березі річки Клязьма. Заснований як селище в 1881 році як селище при швейній фабриці, перебував в складі Камєшковського району Владимирської області. З 1927 по 2004 роки мав статус селища міського типу, 1 січня 2006 року увійшов в склад міста Владимир.
Населення селища в 2002 році становило 4 496 осіб.
В мікрорайоні працює швейна фабрика «Організаційний труд», що й дала назву селищу та мікрорайону.
З центром міста мікрорайон з'єднаний автобусним маршрутом.